# Stade Tunisien
Stade Tunisien is een Tunesische voetbalclub uit Le Bardo, een voorstad van de hoofdstad Tunis. Samen met Club Africain en Espérance Sportive de Tunis is het een van de drie succesvolste clubs uit de hoofdstad. In het seizoen 2020-2021 degradeerde de club naar 2de klasse om vervolgen in het nieuwe seizoen kampioen te spelen in 2de klasse en terug te keren naar 1ste klasse.

## Erelijst
- Championnat National Tunisien (4x)
  - Winnaar: 1957, 1961, 1962, 1965
- Beker van Tunesië (7x)
  - Winnaar: 1956, 1958, 1960, 1962, 1966, 2003, 2024
  - Finalist: 1961, 1972, 1981, 1990
- Tunesische Ligabeker (2x)
  - Winnaar: 2000, 2002
- Tunesische Supercup (1x)
  - Winnaar: 1966
- Arabische Beker der Bekerwinnaars (2x)
  - Winnaar: 1989, 2001